# セーフティカー

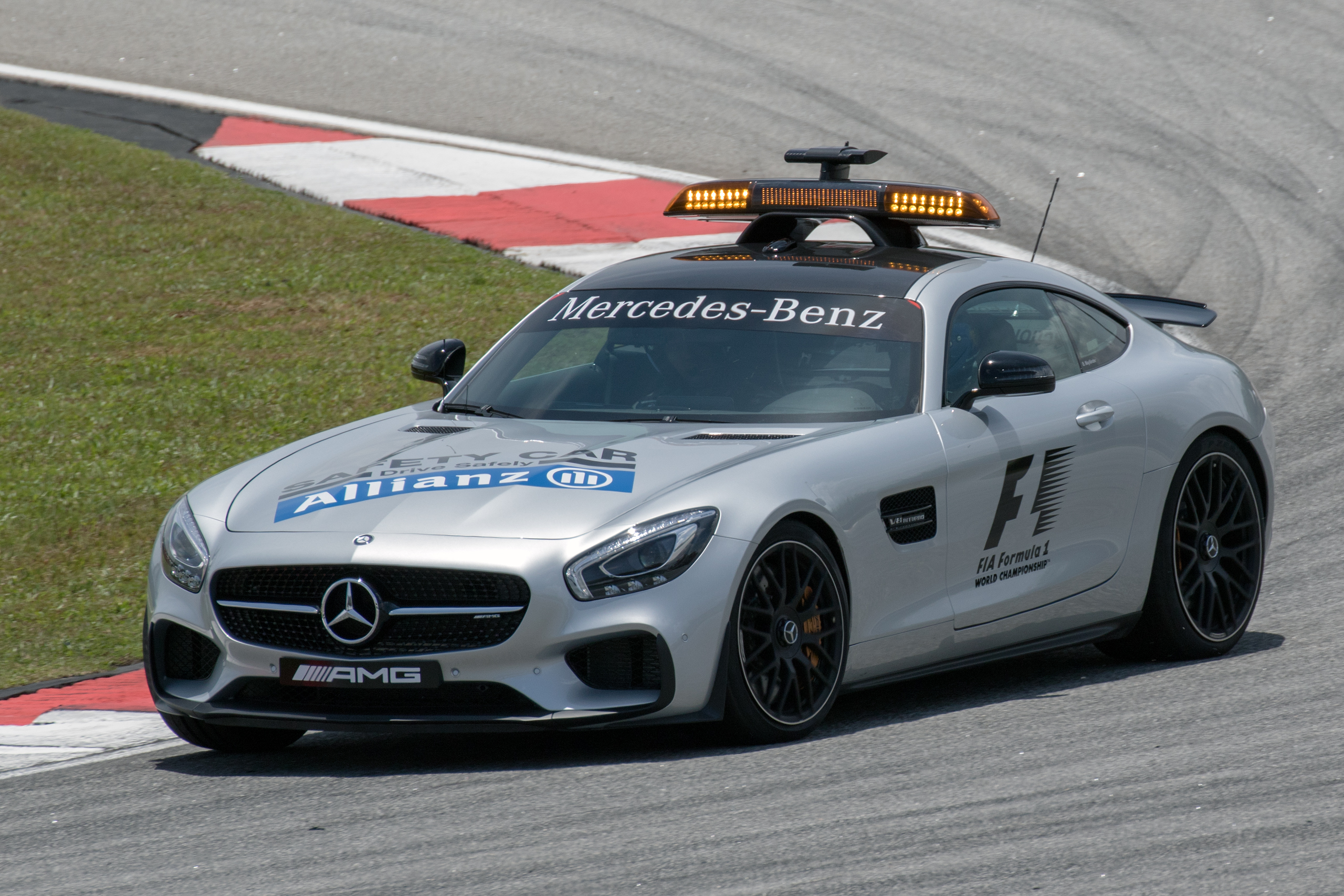
2015年度から2017年度まで、F1のセーフティカーとして使用されたメルセデスAMG・GT S

セーフティーカー（safety car）とは、モータースポーツにおいて、マシンがコース上で事故 (クラッシュ) を起こし、路面に脱落した車体や部品の破片が散乱、またはマシン本体がコース上に止まっている場合、散乱した部品による損傷や二次クラッシュを防ぐ目的でレースを先導する車のことである。
晴天および曇天に限らず、大雨などの荒天時も、主催者側の判断でレース途中で先導することがある。

## 概要
インディカー・シリーズやNASCARなど、アメリカにおいては一般にペースカー（pace car）と呼ばれる。
通常、トラブル時にコースインするセーフティカーは1台だが、ル・マン24時間レースの行われるサルト・サーキットのようにコース長が非常に長かったり、鈴鹿8時間耐久ロードレースのように参加台数が非常に多い場合には、同時に複数台のセーフティカーがコースインする場合もある。
また、フォーメーションラップやNASCAR・SUPER GTでみられるローリングスタートの際にも出動し、先導を行う。

## F1など
フォーミュラ1（F1）や主にヨーロッパのその他のレースにおいては、事故車両そのものによってコースが塞がれてしまった場合、特に他の車両が事故で飛散した破片を踏んでタイヤがパンクする恐れがあるときや、レースを中断するほどではないが車両の走行が困難なほどの大雨に見舞われるなどのレースを安全に遂行する上で危機的状況に陥った場合に際して、競技参加者やオフィシャルの安全を確保し、競技車のペースをコントロールするためにセーフティカーが導入される。

### 手順

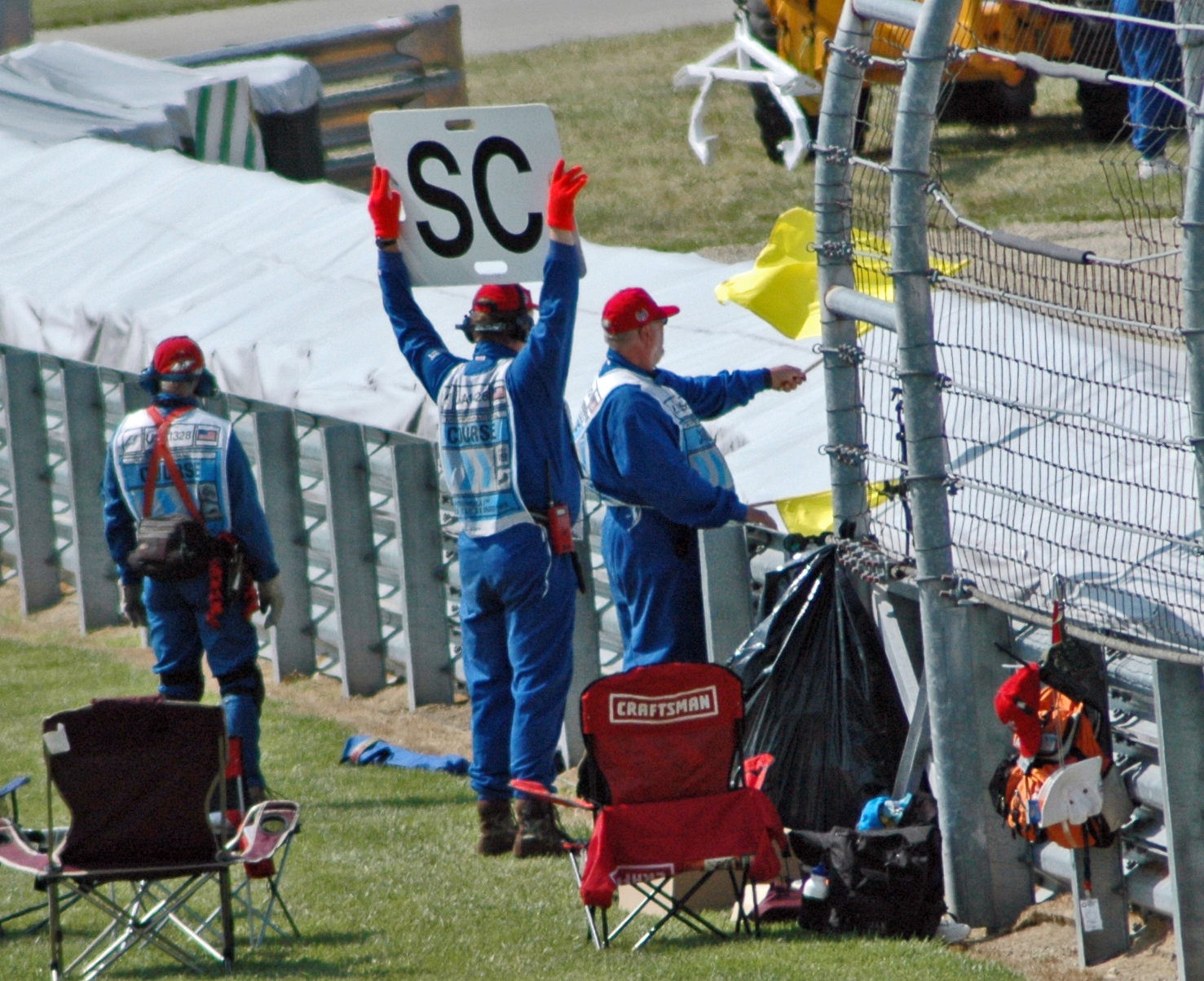
イエローフラッグとSCサイン

セーフティカーがコースに入る際は、コースの全ての区間において黄色のレース旗が振られるとともに、「SC」と書かれたプラカードやLED表示板が掲げられ、ドライバーは走行速度を落とすことを求められる。「SC」とはSafety Carの略である。
これらの合図が提示されてからセーフティカーが先導している間は、競技車両は先行車がトラブルでスローダウンした場合などのやむをえない場合を除き、一切の追い越しが禁止されている。
セーフティカーは車体上部（ルーフ中央やリアウィンドウ上など）に緑と黄色の警光灯を備えている。色の意味はレース旗と同様である。一般には棒型で、両端が黄灯、中央が緑と黄の切り替えになっている。セーフティカーはコースに入ってしばらくは、両端の黄と中央部のランプを緑で点滅させる。この点滅パターンの間は、競技車両がセーフティカーを追い越すことが認められている。その後、レースの先頭を走っていた車両（その時点で1位の車両）がセーフティカーの後ろに追いついた時点で、セーフティカーは中央部のランプを緑から黄に切り替える。この瞬間からセーフティカーの追い越しが禁止となる。
隊列を先導している間、セーフティカーは黄色のランプを点灯させ、コースの安全が確認されて次にピットに入ることになるとランプを消灯し、次の周からレースが再開されることを知らせる。

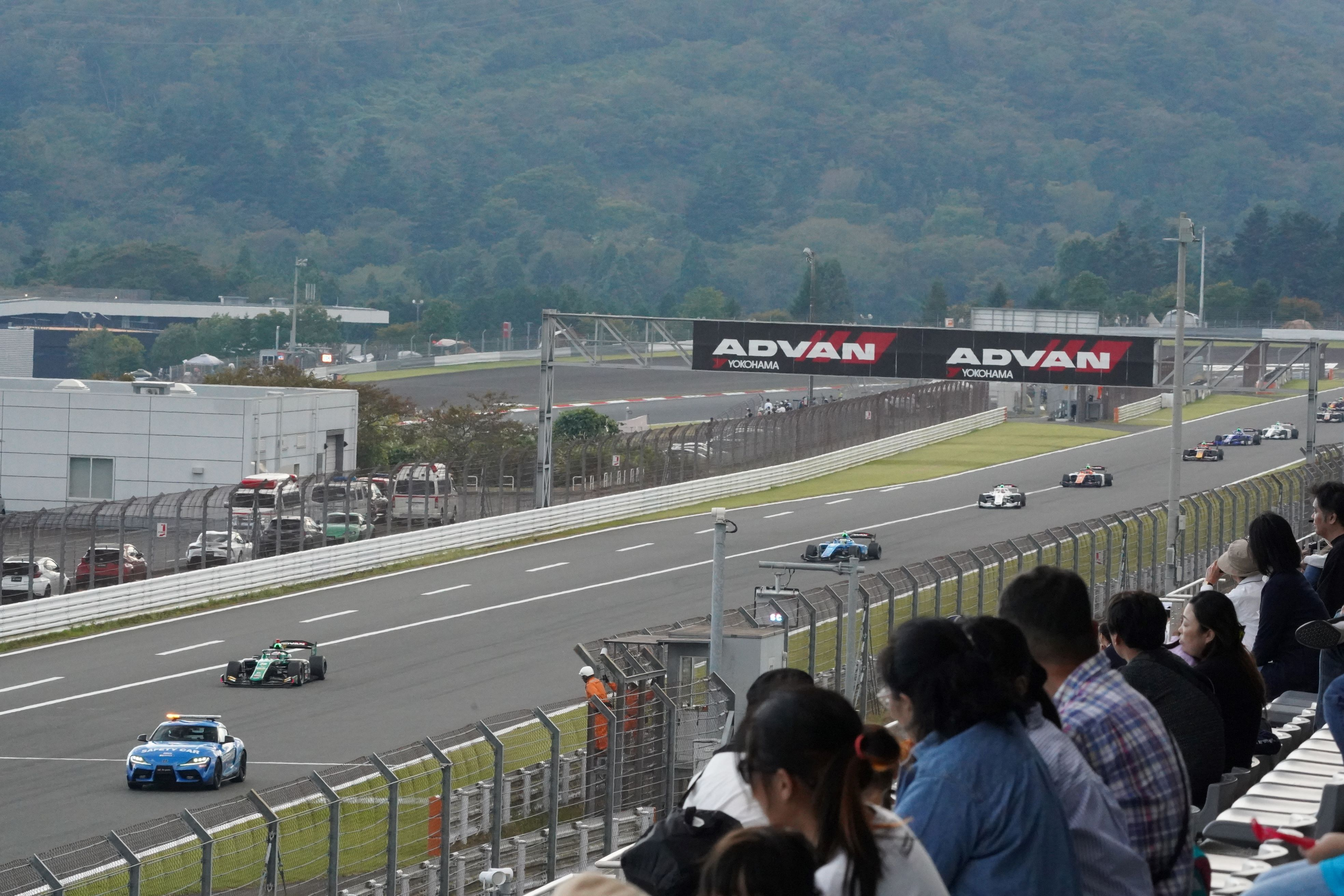
セーフティーカーの先導で車間が詰まり、レース車両はタイヤを冷やさないために左右に蛇行する

セーフティカーがレースに介入するとその副作用として、セーフティカーが入る以前の段階で後続車との間に大きなリードを築いていたとしても、そうした差は全て縮められる。そのため、観客からすれば再び駆け引きが見られるメリットがある一方、特に前走車にとってはリードを築いてもセーフティーカーの介入により無駄になってしまうというデメリットがある。よって、セーフティカーの導入がどのタイミングで解除されるか、その間にピットインを済ませるか否かを判断することもチームの戦略の一つでもあり、それによって勝敗を大きく左右するケースもみられる。
しかし、セーフティカーはあくまでも安全確保のために導入されるものではあるが、実際はセーフティカーが競技そのものや結果に大きく影響を与えてしまっているという意見もあるため、競技によってはセーフティカーを出すほどではない状態であれば、後述の「#バーチャル・セーフティカー」や「スローゾーン」など中間的な処置が模索されている。

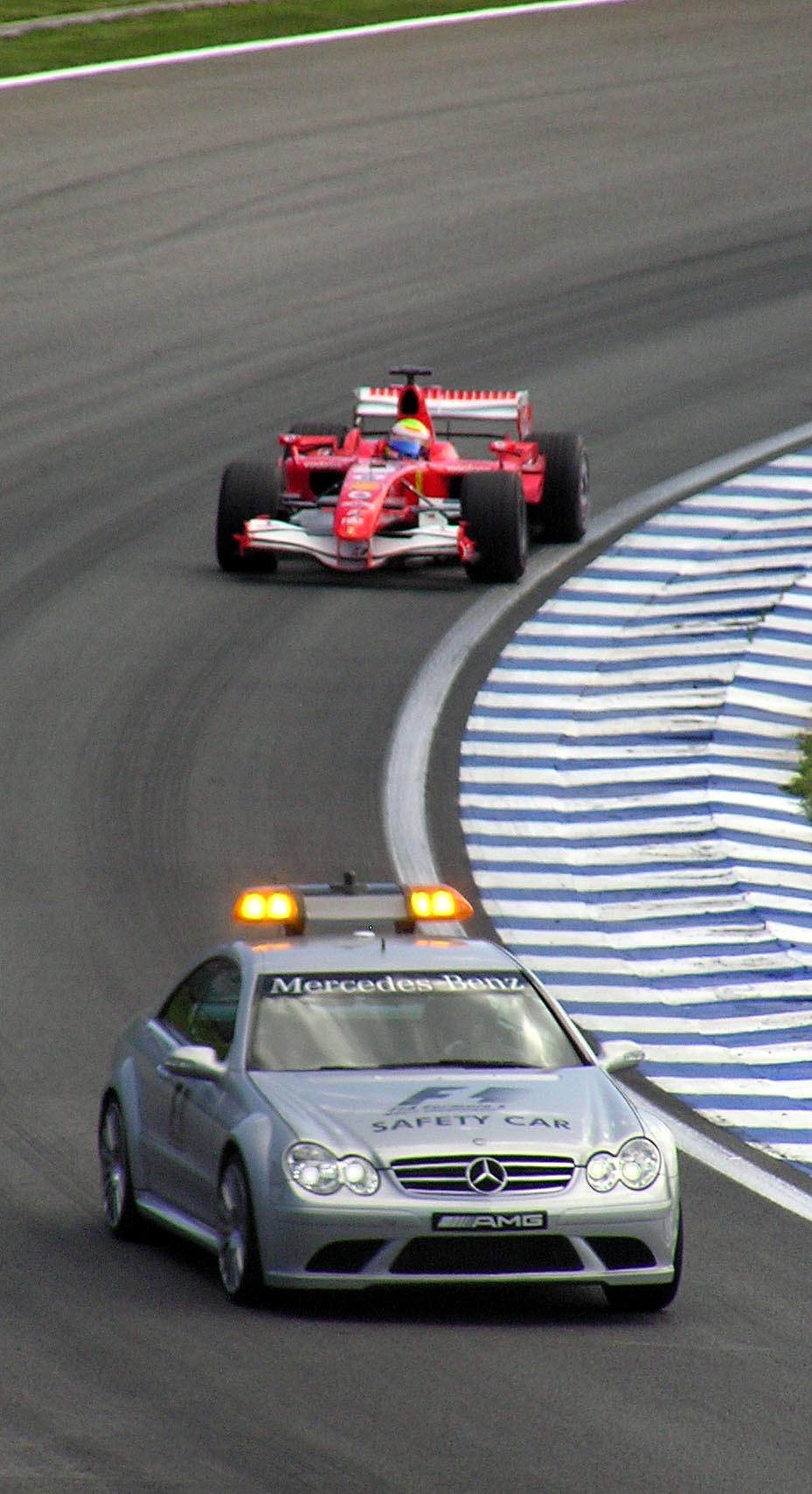
フェリペ・マッサを先導するセーフティカー。2006年のF1世界選手権にて。“追い越すな”の黄色灯を光らせている

### F1における歴史
F1においてセーフティカーが初めて使用されたレースは1973年のカナダGPである。しかしこのレースでは、誤って1周遅れのドライバーの前で先導してしまったためにレースに混乱を招き、レース終了後、勝者を確定するまでに数時間を要することとなった。
その後、1992年にレギュレーションの改訂で正式にルールが制定。1993年のブラジルGPで制定後としては初めて導入された。
当時、セーフティカーは各サーキットが用意していたものを使用していた。しかし、サーキットによって保有する車両の性能がまちまちであるため、セーフティカーの性能が低い場合に、後続のF1カーに乗るドライバーは遅いセーフティカーのペースに付き合わされることで、タイヤの温度低下を少なく保つことに苦労するなどの問題が生じていた。
以上のようなセーフティカーに関わる種々の問題に、主催者の国際自動車連盟（FIA）は頭を悩ませていた。

#### メルセデス・ベンツ専用車両の登場

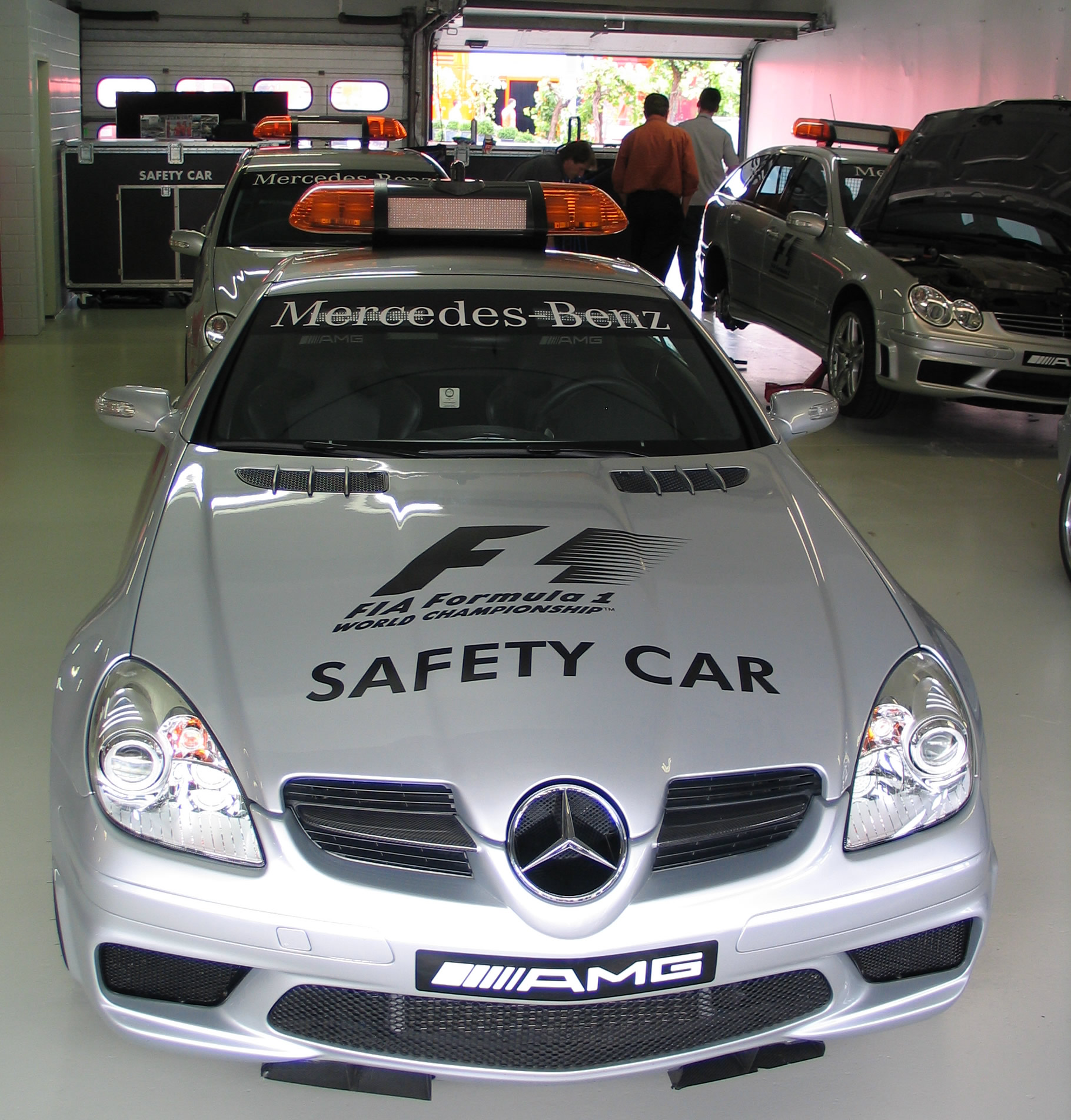
F1のセーフティカー（2005年、SLK55 AMG）

そのような中で、セーフティカー車両のテレビへの露出度の高さに着目したメルセデス・ベンツは、FIAに対してセーフティカーの供給を申し出た。これにより1996年以降、AMG製の車両が整備費用などの維持費も含めて無償で提供され、公式セーフティカーとしてF1で利用されるようになった。同時にメディカルカーも1996年、1997年のメルセデス・ベンツ・C36AMG、1998年のメルセデス・ベンツ・E60AMG以降はCクラスのワゴンモデルをベースとしてAMGより提供されているが、2022年からはメルセデスAMG・GT 4ドアクーペが用いられている。
全グランプリには2台が持ち込まれる。
ドライバーはFIAに雇用される形で年間を通して同一の人物が担当するようになり、1997年以降は1995年のイギリスF3チャンピオンであるオリバー・ギャビン、2000年以降はドイツツーリングカー選手権（DTM）などでレース経験があり、同種の車両の扱いに長けたベルント・マイレンダーが、その任に当たるようになった。
1997年のカナダGPにおいて、オリビエ・パニスの事故によりセーフティカーが導入された際は、レース続行が困難と判断されたことで、セーフティカーが隊列を先導したままレースが終了するという珍事となった。同様の例は2009年オーストラリアグランプリ（残り3周でセバスチャン・ベッテルとロバート・クビサが絡んでクラッシュ）、同年のイタリアグランプリ（ルイス・ハミルトンがファイナルラップでクラッシュ）でも起きている。

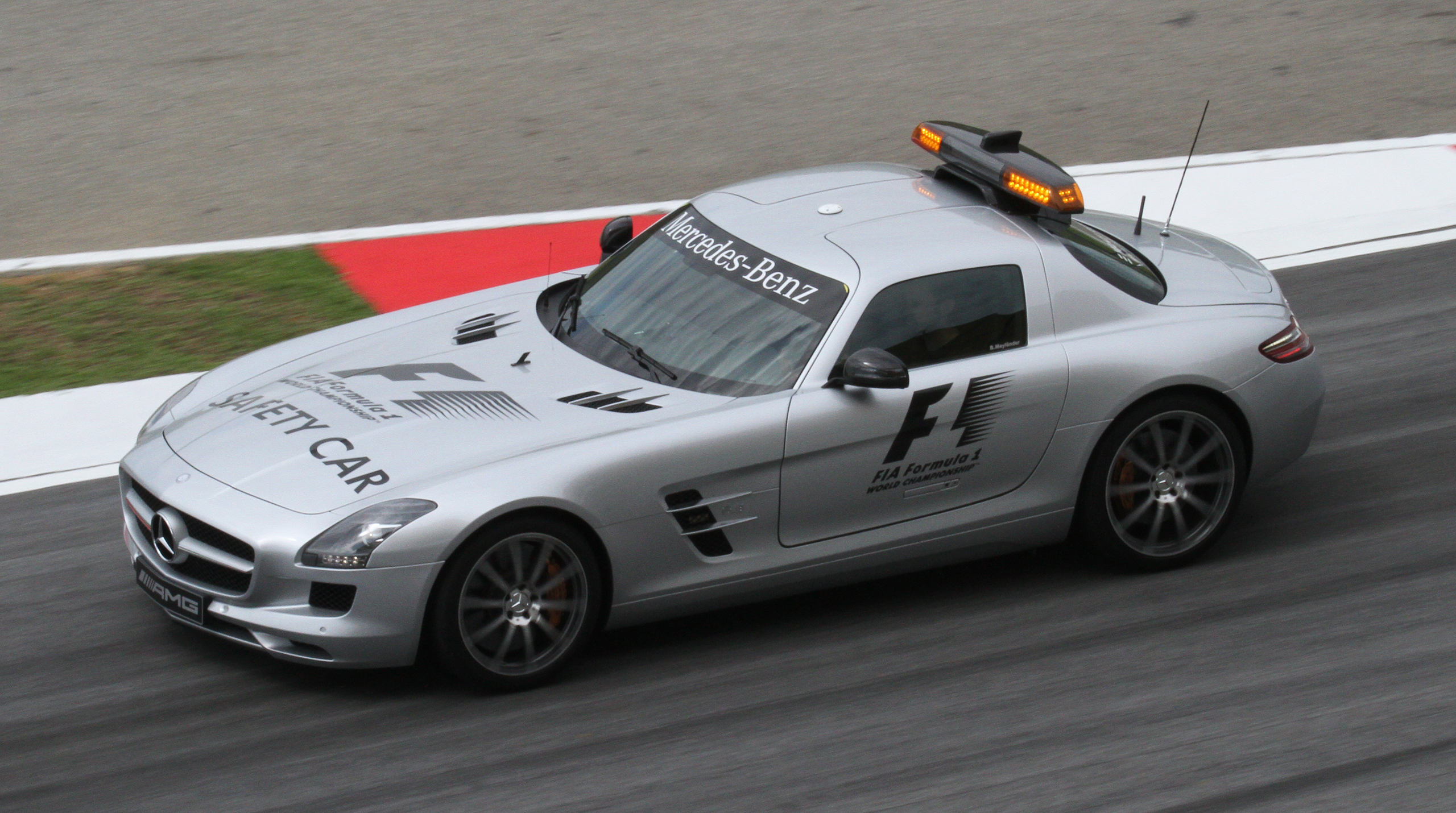
F1のセーフティカー（2010年、SLS AMG）

セーフティカー用の車両は、AMG製の同名の市販車とは外観は同一でも中身は基本的に別物である。特に、バリオルーフ採用モデル（SL、SLK）は開閉ユニットを外して固定ルーフとしているため、車体構造からして根本的に異なる。ただし、AMGはセーフティカーと同一性能の車両の販売も特注という形で受け付けている（ヨーロッパのみ）。
2021年からはアストンマーティンもセーフティカーおよびメディカルカーの供給に参入し、メルセデスとの2社併用となっている。

#### 歴代ベース車両(一部)
- 1973年  ポルシェ・914 - Canadian Grand Prix
- 1976年  ポルシェ - Canadian Grand Prix
- 1981年  ランボルギーニ・カウンタック LP400S - モナコグランプリ
- 1982年  ランボルギーニ・カウンタック LP400S、5000S - モナコグランプリ
- 1983年  ランボルギーニ・カウンタック LP400S、ランボルギーニ・ジャルパ - モナコグランプリ
- 1993年  フィアット・テムプラ 16V - ブラジルグランプリ
- 1994年  オペル・ベクトラ - サンマリノグランプリ
- 1994年  ホンダ・プレリュード - 1994年日本グランプリ
- 1995年  ランボルギーニ・ディアブロ - Canadian Grand Prix
- 1995年  ポルシェ・911 GT2 - Belgian Grand Prix
- 1996年  ルノー・クリオ・ウィリアムズ - Argentine Grand Prix
- 1996年  メルセデス・ベンツC36 AMG
- 1997 - 1998年 メルセデス・ベンツCLK55 AMG
- 2000年  メルセデス・ベンツCL55 AMG
- 2001 - 2002年 メルセデス・ベンツSL55 AMG
- 2003年  メルセデス・ベンツCLK55 AMG
- 2004 - 2005年 メルセデス・ベンツ SLK55 AMG
- 2006 - 2007年 メルセデス・ベンツ CLK63 AMG
- 2008-2009年 メルセデス・ベンツ SL63 AMG
- 2010年 - 2014年 メルセデス・ベンツSLS AMG
- 2015年 - 2017年 メルセデスAMG GT S edition 1
- 2018年 - メルセデスAMG GT R
- 2021年 - アストンマーティン・ヴァンテージ
- 2022年 - メルセデスAMG・GTブラックシリーズ（この代から警光灯が、ルーフ上ではなくリアスポイラーに内蔵されたスリックトップになった）

### 性能

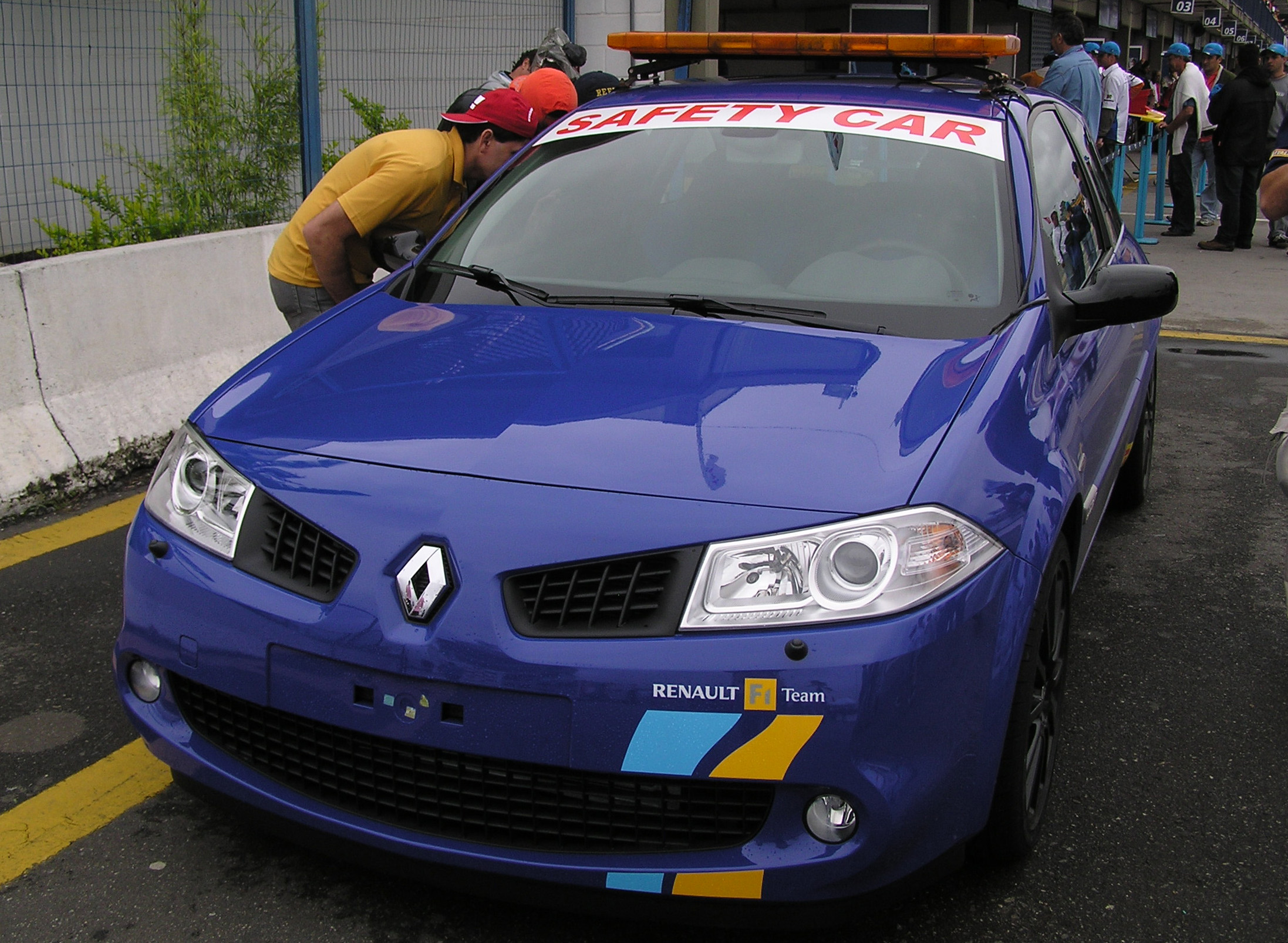
フォーミュラ・ルノーで使用されるセーフティカー。ルノー・メガーヌベースで、晴天時でもF3クラスの車両より速い

セーフティカーは安全にレースを先導するという目的から完全な全開走行をする機会はないが、先導する隊列が競技車両であるため、性能的に余裕を持った高性能な車両であることが求められる。
かつてはレースを走る車の方がセーフティカーよりも圧倒的に高い性能を誇っていた。例として、1980年代から1990年代にかけてグループCカーによって争われていた全日本スポーツプロトタイプカー耐久選手権（JSPC）では、セーフティカーの作る遅いペースに合わせて走行すると、レースカーの燃料消費の負担は軽くなり、燃費が最高でリッター当たり約17 - 18 kmにも達したという。この時、セーフティカーの燃費は約4 - 5 km/L程度だったと言われており、性能差が顕著であった。
しかし、レース用車両に対して安全性などの観点から速度を抑制するための規制が進み、一方でセーフティカーはそれら走行性能を制限する種類の規則には従う必要がないため、現在のF1では禁止されているアクティブサスペンションなどの電子制御機器が多数装備されており、多くのカテゴリにおいて「レースで走っているフォーミュラカーよりセーフティカーのほうが速い」という状況は珍しくなくなっている。特に悪天候時は顕著に差が出やすい。

### バーチャル・セーフティカー
2014年の日本GPにて発生したジュール・ビアンキのクラッシュ（翌年死去）を受けて、FIAはテストの結果、2015年よりバーチャル・セーフティカー（VSC）の導入を決定した。これは、仮想のセーフティカー出動コンディションを導入するもので、導入中はドライバーは指定されたデルタタイムに従って減速する事が義務づけられる。
使用される局面に関して、FIAは「コース上でダブルイエローフラッグを振る必要がある状況で、競技者あるいはオフィシャルが危険にさらされる可能性があるものの、（実物の）セーフティカーを出動させるほどの状態ではない場合に使用する」と説明している。
これに類似したものとして、ル・マン24時間レースで2015年より導入されている「スローゾーン」がある。これはコースマーシャルからの指示により、コースの一部分だけに最高速度80 km/hの速度規制を導入するもので、2017年からはコースを9つのセクションに分割し、必要に応じ1つまたは複数のセクションについて「スローゾーン」指定を行う形となっている。スローゾーンでの速度超過はペナルティとなる。
また、SUPER GTやスーパー耐久においては、全車がコース全体で80 km/h（スーパー耐久では50 km/h）の制限を受けるフルコースイエロー（FCY）という、VSCに類似した措置が導入された。

## インディ500
インディ500における「ペースカー」は、1911年の初開催以降、一貫してインディアナポリス・モーター・スピードウェイのオフィシャルによって選ばれている。また、このペースカーは優勝者への副賞となることが多い。

### 運用
ペースカーはコース上に残骸が散乱した場合や、深刻な衝突事故が生じた場合、天候の変化などの理由で導入される。コース全体で危険が警告され、この状況は「フルコースコーション」（Full Course Caution）と呼ばれる。
1993年以降の規則では、ペースカーがレースの先頭車両（その時点で1位の車）を先導している間、イエローフラッグ（黄色い旗）が振られ、ホームストレートが残骸などの障害物のため通過できないような場合を除き、ピットレーンの入り口も閉鎖されることとなる。

### 歴史

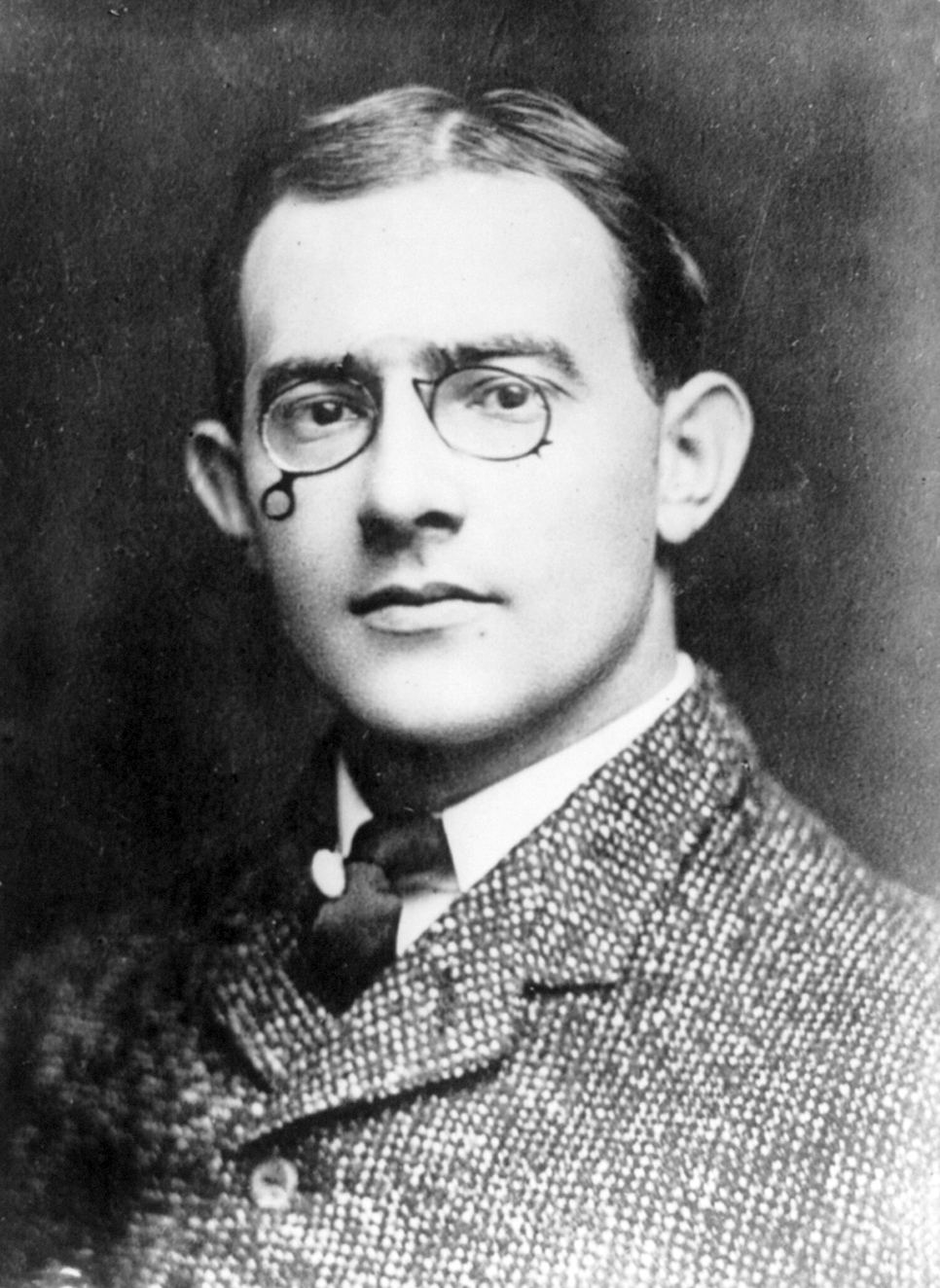
初代ペースカードライバー、カール・G・フィッシャー

1911年の第1回大会のペースカーとなったのはストダード・デイトン（Stoddard-Dayton）で、カール・G・フィッシャーによって操縦された。
100年近くに及ぶ歴史の中で最も多く用いられたのはシボレーブランドの車種で、初めて用いられたのは1948年と比較的後発だが、その後は回数を重ね、2006年までにその登場回数は計17回に及んでいる。

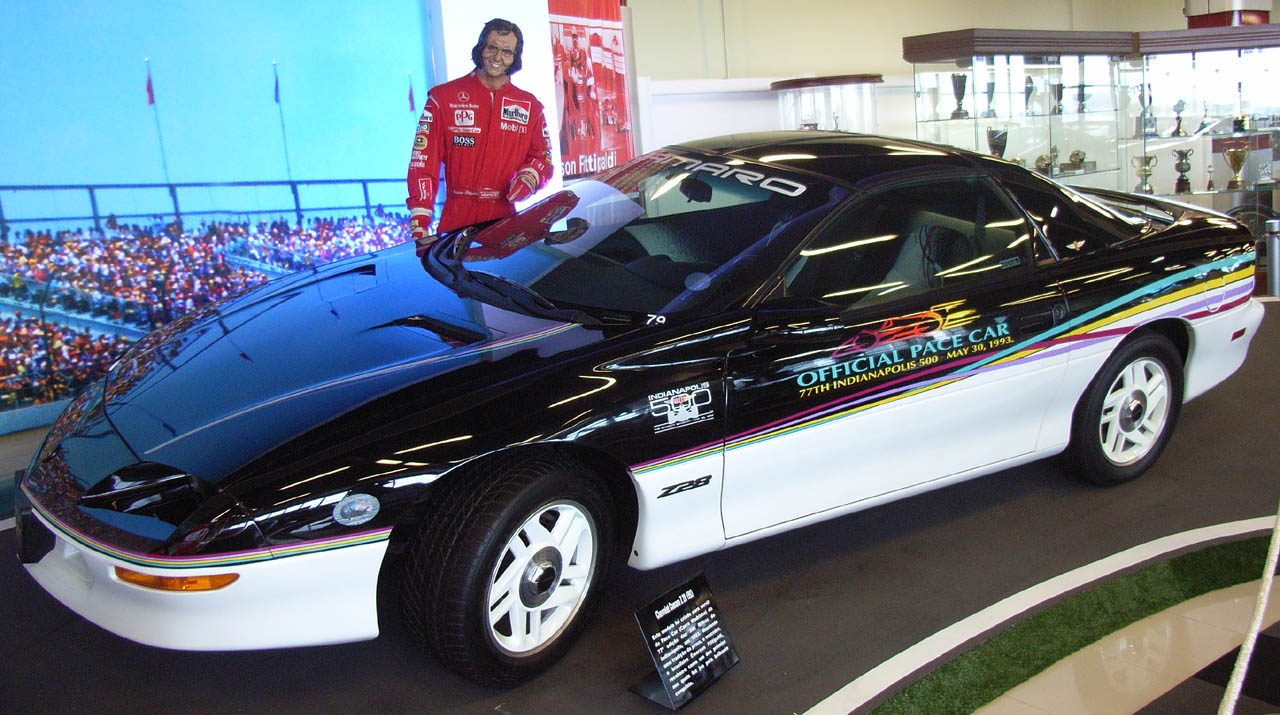
シボレー・カマロZ28（1993年）

第二次世界大戦後のインディ500の中で3回以上ペースカーに選ばれた車種は、シボレー・カマロ、シボレー・コルベット、オールズモビル・カトラス、そしてフォード・マスタングのみである。最も多く用いられている車種はシボレー・コルベットで、2006年までに計8回走行している（2007年についても、9回目の出走を果たすことが決定している）。
自動車メーカーとしては、広告効果という思惑があるため、その年のインディ500のペースカーに選ばれることには各社の威信がかかることとなる。しかし、過去にはこの「広告効果」の高さが裏目に出た例もある。1971年のペースカーに選ばれたクライスラー社のダッジ・チャレンジャーは、コース脇の看板にぶつかり、観客数名を負傷させた。この事故は、コースのオフィシャルが、ペースカーのドライバーがブレーキングポイントを確認するためのオレンジ色のコーン（旗という説もある）を誤って撤去してしまっていたことが大きな原因のひとつではあったが、クライスラー社はその後も長い間に渡って非難を浴びることとなった。

### ドライバーたち
インディ500のフォーメーションラップにおいては、一種のセレモニーとして、ペースカーのドライバーを各界の著名人が務めている。
ドライバーの顔ぶれはバラエティに富んでおり、キャロル・シェルビー（1987年、1991年）、ジョニー・ラザフォード（1997年）といった、往年のアメリカ人名ドライバーが務めた例も多いが、元F1ドライバーのジャッキー・スチュワートが1979年にフォード・マスタングを駆っているほか、パイロットのチャック・イェーガー（1986年）、コメディアンのジェイ・レノ（1999年）、テレビの人気ドラマERに出演中だった俳優アンソニー・エドワーズ（2000年）、俳優のモーガン・フリーマン（2004年）、同年にアメリカ合衆国の国務長官を退任したコリン・パウエル（2005年）、前年にツール・ド・フランス7連覇（ただし後にドーピング疑惑で記録抹消）を達成して引退したランス・アームストロング（2006年）など、その時々で話題を集めていた人物が務めていることも少なくない。
初期においては、自動車会社の首脳がペースカーのドライバーを務めた例も多く、シボレー創業者のルイ・シボレー（1926年）、時のフォード社長エドセル・フォード（1932年）、ヘンリー・フォード2世（1947年）らがステアリングを握っている。近年でもゼネラルモーターズ社の重役ボブ・ラッツ（1996年）がペースカードライバーとなった例がある。100周年を迎えた2011年のレースでは最多優勝記録を持つA.J.フォイトが運転した。
インディカー・シリーズの通常の期間においては、一貫してジョニー・ラザフォードがペースカーのドライバーを務めている。
2016年にはサラ・フィッシャーがシリーズのペースカードライバーを務める。

## NASCAR
NASCARにおいては、コース上に残骸が散乱したり、事故あるいは天候の変化などが生じた場合、黄色い旗が振られた上でペースカーが導入され、レースをリードしている車両（その時点で1位の車）を先導する。
よく知られたエピソードとして、デイル・アーンハートはペースカーによる先導中、面白半分にペースカーに車をぶつけていたと言われており、ペースカーのドライバーであったエルモ・ラングレーは頻繁にその被害に遭った「犠牲者」として名前を残している。アーンハートのように接触することはないが、フロントローのドライバーがペースカーを挑発するかのような動きをする場面はしばしば見られる。

## WTCC
多くのカテゴリーではセーフティカー導入中の走行もレース距離に含まれており、周回が加算されるが、1レースが10〜20周程度のスプリントで争われる世界ツーリングカー選手権（WTCC）の場合、同様の方法を採るとレースの少なくない割合をセーフティカーランが占めることになるため、2周まではレース距離から除かれ、周回としてカウントされないことになっている（2009年スポーティング・レギュレーション151）。
ドライバーについては、2005年の初開催以来、開催地の地元選手がその都度選ばれて務めるなど毎回交替していたが、2009年5月17日にフランスのポーで行われた当年第8戦において、セーフティカードライバーが指示のないままコースインしてトップを走行していたフランツ・エングストラーのBMWとクラッシュしたのを機に常任ドライバーの必要性が議論され、7月2日にポルトガル出身のブルノ・コレイラが初代の任に当たることが決定。同月5日にポルトガルのポルトで行われた第14戦でさっそく初出動を果たし、無難に任務を遂行した。

## スーパーフォーミュラ(元フォーミュラ・ニッポン)
2008年8月31日、富士スピードウェイで開催された全日本選手権フォーミュラ・ニッポン第7戦のレース2において激しい雨模様となり、スタート予定の15時45分からスタートディレイを繰り返し、若干雨足の弱まってきた16時35分にセーフティカー先導でレースのスタートが切られた。しかし、セーフティカー先導のまま周回が続けられたが、雨脚が再び強まってきたため6周目に入ったところで赤旗が掲示されレースが中断。その後も雨足が弱まることはなく15時過ぎにレース2は赤旗をもって終了されることになった。結果、レースは規定により成立し松浦孝亮が優勝したが予定レース距離の75 %を消化できなかったので選手権ポイントは通常の半分となった。
2009年6月28日、富士スピードウェイで開催された全日本選手権フォーミュラ・ニッポン第4戦では、雨の影響でレースはセーフティーカー先導によるローリングスタートとなった。レースは順調に進んだが、34周目のヘアピンで伊沢拓也がスピンしコース上にマシンを停止、これによりセーフティーカーが導入された。多くの選手がピットインして給油する中、無給油作戦のためアンドレ・ロッテラー、大嶋和也、リチャード・ライアン、立川祐路の4選手はそのままコースにとどまったが、セーフティーカーがラップ遅れの立川祐路を前に出し最後尾に着くように指示をした。しかし、この後間違ってトップのロッテラーも前に出し、最後尾に着くように指示を出してしまった。ロッテラーはセーフティーカーの横に並んで、手を振り、間違っているとアピールをするも結局前に出る。直後にセーフティーカーは間違いに気付き、全車を前に出して隊列を整え直すこととなった。 
ここでロッテラーは作戦を変更し、スプラッシュ＆ゴーで給油してトップに戻ろうとするも、丁度セーフティーカーとトップのマシンがストレートに到着し、ピットレーン出口が赤信号となり、結果最後尾に着くことになってしまった。
もしセーフティーカーが間違った指示をしなければ、ロッテラーとロイック・デュバルのトップ争いが見られたため、運営側の不手際が露呈する結果となった。

## SUPER GT
SUPER GTではオフィシャルセーフティカーとして2008年から2014年は日産・GT-Rが、2015年から2016年はレクサス・RC Fが全戦で使用されるが、これとは別に日産自動車がGT-Rベースの、レクサスがRC Fベースの競技車両で参戦している。2017年になると今度はNSXベースの競技車両で参戦しているホンダ・NSXが供されたことでGT500クラスに参戦する３メーカーの車両が１度は持ちまわった形となった。2020年から2022年の第2戦まではGRスープラをベースになったが、2022年の第3戦からは北米向けのフェアレディZベースに変更されている
また、2015年シーズン第6戦にてセーフティーカー導入時にほぼ全チームが一斉にピットへ殺到したことでピット内が大渋滞する事態となったため、2016年シーズンからはセーフティーカー導入の掲示がされた瞬間燃料補給や規定のドライバー交代を含めたピットイン不可・ピットインした場合は長時間のピットストップペナルティが課されるようルールが改訂された。ただし、掲示の瞬間にすでにピットロードに入っていた車両・ピット作業中の車両はペナルティを受けることなくそのまま作業を継続することができる。
しかし、弱点として競技進行上クラス別の整列まで行うためセーフティーカー時間・周回数が長くなりがちである。このためこの間にガス欠によるリタイヤや、ペナルティを受ける（＝勝負をほぼ捨てる）ことを受け入れてでも燃料補給を行わざるを得なかったチームが発生したり、既定周回数までにドライバー交代ができなくなるという危険があった。このため2020年からフルコースイエローが導入されセーフティーカーが不要な状況であればこちらが適用され、競技が止まる時間の短縮など改善がはかられている。

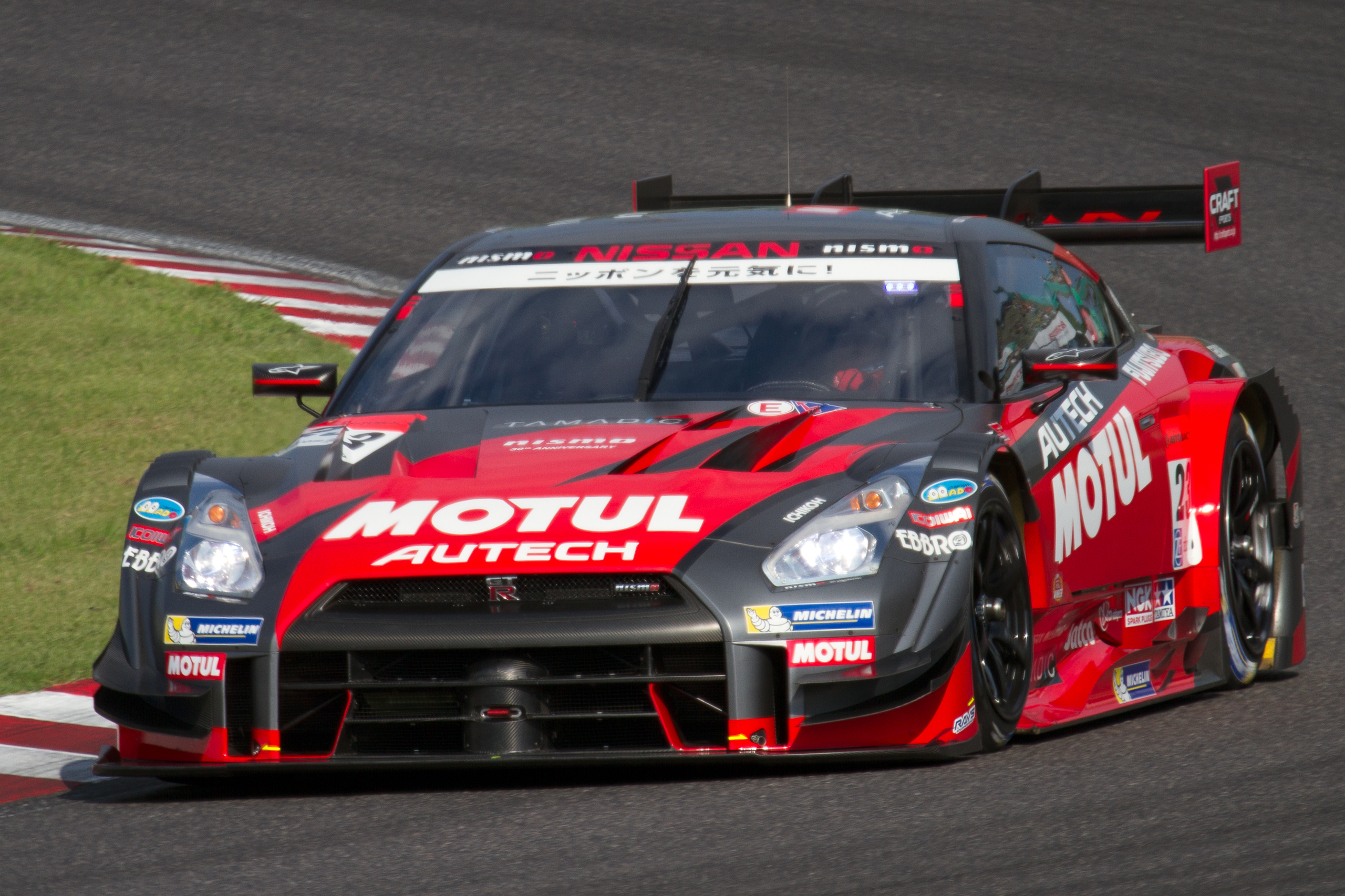
SUPER GT仕様の日産・GT-R（2014年シーズン時）
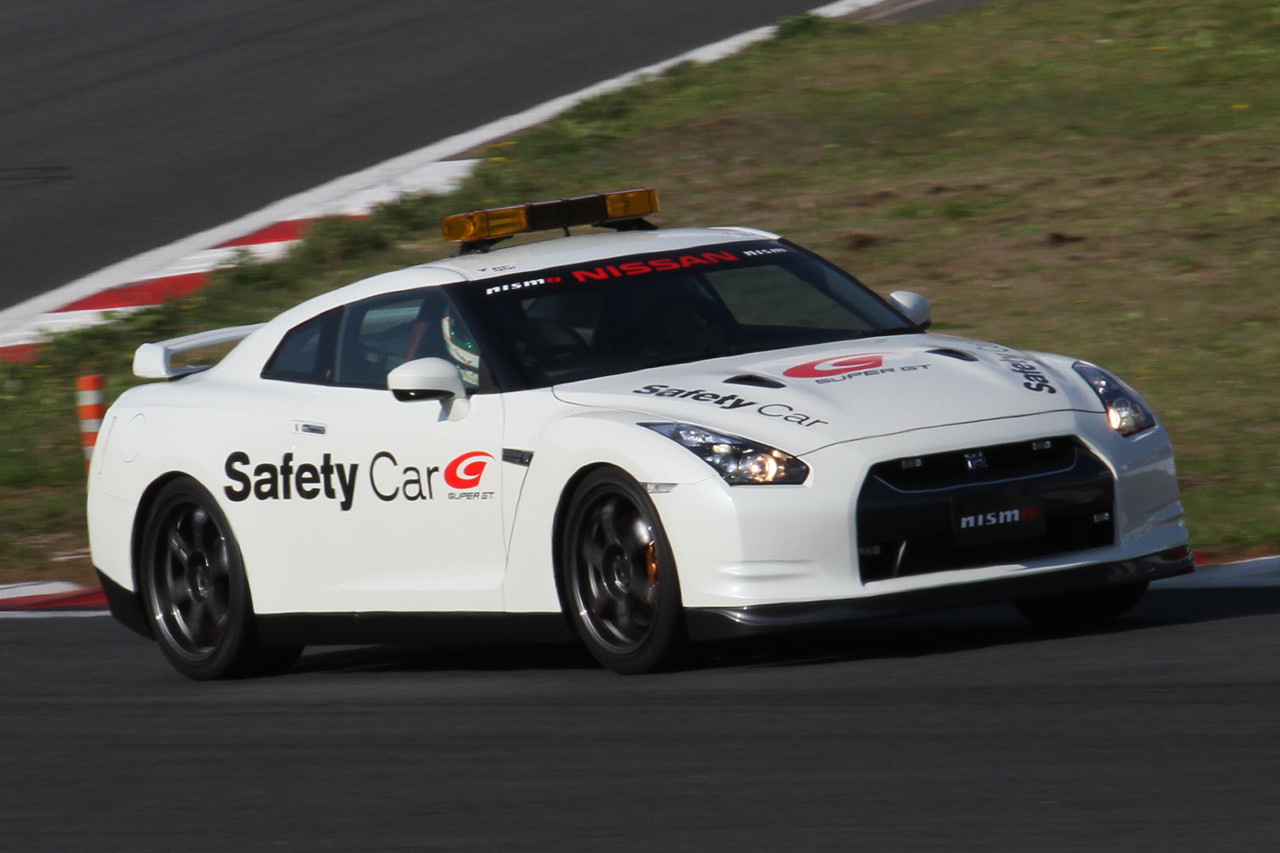
セーフティカー仕様の日産・GT-R
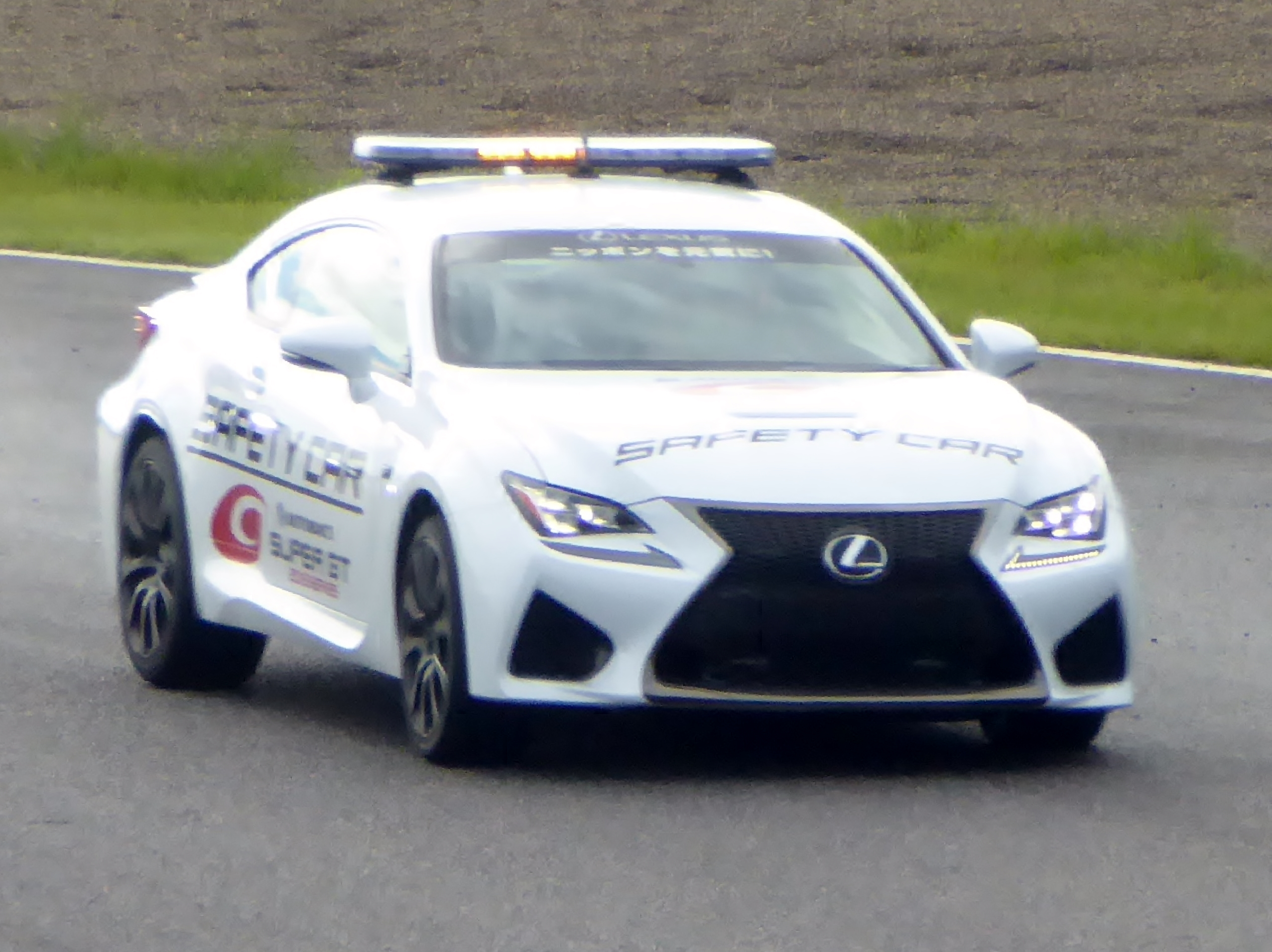
セーフティカー仕様のレクサス・RC F

## 類似する存在
航空機によって行われるエアレースでは、セーフティカーと同様にレース用航空機（エアレーサー）の先導などの役割を担う、ペースプレーン（pace plane）と呼ばれる航空機が用いられることがある。